# Thyreophora
Thyreophora ("portadores de escudo", do grego: thyreo, θυρεος, um grande escudo oblongo + phora, φορεω, eu carrego), é um grupo de dinossauros ornitísquios que possuíam uma armadura óssea na parte dorsal e superior do corpo, com chifres, espinhos ou espigões. Provavelmente usavam estas defesas naturais para defender-se dos predadores, como o Tyrannosaurus e o Alosaurus.
Apesar de aparência assustadora, eram pacatos herbívoros que andavam em rebanho. Apareceram na Terra durante o período Jurássico e evoluíram até o final do Cretáceo.

## Classificação
Thyreophora foi nomeada pela primeira vez por Nopcsa em 1915. Thyreophora foi definido como um clado por Paul Sereno em 1998, como "todos os membros do Genasauria mais intimamente relacionados ao Ankylosaurus do que ao Triceratops". Thyreophoroidea foi nomeado pela primeira vez por Nopcsa em 1928 e definido por Sereno em 1986, como "Scelidosaurus, Ankylosaurus, seu ancestral comum mais recente e todos os seus descendentes". Eurypoda foi nomeado pela primeira vez por Sereno em 1986 e definido por ele em 1998, como "Stegosaurus, Ankylosaurus, seu ancestral comum mais recente e todos os seus descendentes". O cladograma abaixo segue uma análise de 2011 pelos paleontólogos Richard S. Thompson, Jolyon C. Parish, Susannah C. R. Maidment e Paul M. Barrett.
|              | Stegosauria                                                     |
|              |                                                                 |
| Ankylosauria | \| \| Ankylosauridae \| \| \| \| \| \| Nodosauridae \| \| \| \| |
|              | \| \| Ankylosauridae \| \| \| \| \| \| Nodosauridae \| \| \| \| |
|              | Ankylosauridae                                                  |
|              |                                                                 |
|              | Nodosauridae                                                    |
|              |                                                                 |

|  | Ankylosauridae |
|  |                |
|  | Nodosauridae   |
|  |                |

|              | Stegosauria                                                     |
|              |                                                                 |
| Ankylosauria | \| \| Ankylosauridae \| \| \| \| \| \| Nodosauridae \| \| \| \| |
|              | \| \| Ankylosauridae \| \| \| \| \| \| Nodosauridae \| \| \| \| |
|              | Ankylosauridae                                                  |
|              |                                                                 |
|              | Nodosauridae                                                    |
|              |                                                                 |

|  | Ankylosauridae |
|  |                |
|  | Nodosauridae   |
|  |                |

|              | Stegosauria                                                     |
|              |                                                                 |
| Ankylosauria | \| \| Ankylosauridae \| \| \| \| \| \| Nodosauridae \| \| \| \| |
|              | \| \| Ankylosauridae \| \| \| \| \| \| Nodosauridae \| \| \| \| |
|              | Ankylosauridae                                                  |
|              |                                                                 |
|              | Nodosauridae                                                    |
|              |                                                                 |

|  | Ankylosauridae |
|  |                |
|  | Nodosauridae   |
|  |                |

|              | Stegosauria                                                     |
|              |                                                                 |
| Ankylosauria | \| \| Ankylosauridae \| \| \| \| \| \| Nodosauridae \| \| \| \| |
|              | \| \| Ankylosauridae \| \| \| \| \| \| Nodosauridae \| \| \| \| |
|              | Ankylosauridae                                                  |
|              |                                                                 |
|              | Nodosauridae                                                    |
|              |                                                                 |

|  | Ankylosauridae |
|  |                |
|  | Nodosauridae   |
|  |                |

|              | Stegosauria                                                     |
|              |                                                                 |
| Ankylosauria | \| \| Ankylosauridae \| \| \| \| \| \| Nodosauridae \| \| \| \| |
|              | \| \| Ankylosauridae \| \| \| \| \| \| Nodosauridae \| \| \| \| |
|              | Ankylosauridae                                                  |
|              |                                                                 |
|              | Nodosauridae                                                    |
|              |                                                                 |

|  | Ankylosauridae |
|  |                |
|  | Nodosauridae   |
|  |                |

|              | Stegosauria                                                     |
|              |                                                                 |
| Ankylosauria | \| \| Ankylosauridae \| \| \| \| \| \| Nodosauridae \| \| \| \| |
|              | \| \| Ankylosauridae \| \| \| \| \| \| Nodosauridae \| \| \| \| |
|              | Ankylosauridae                                                  |
|              |                                                                 |
|              | Nodosauridae                                                    |
|              |                                                                 |

|  | Ankylosauridae |
|  |                |
|  | Nodosauridae   |
|  |                |

|              | Stegosauria                                                     |
|              |                                                                 |
| Ankylosauria | \| \| Ankylosauridae \| \| \| \| \| \| Nodosauridae \| \| \| \| |
|              | \| \| Ankylosauridae \| \| \| \| \| \| Nodosauridae \| \| \| \| |
|              | Ankylosauridae                                                  |
|              |                                                                 |
|              | Nodosauridae                                                    |
|              |                                                                 |

|  | Ankylosauridae |
|  |                |
|  | Nodosauridae   |
|  |                |

|              | Stegosauria                                                     |
|              |                                                                 |
| Ankylosauria | \| \| Ankylosauridae \| \| \| \| \| \| Nodosauridae \| \| \| \| |
|              | \| \| Ankylosauridae \| \| \| \| \| \| Nodosauridae \| \| \| \| |
|              | Ankylosauridae                                                  |
|              |                                                                 |
|              | Nodosauridae                                                    |
|              |                                                                 |

|  | Ankylosauridae |
|  |                |
|  | Nodosauridae   |
|  |                |

Em 2020, como parte de sua monografia sobre Scelidosaurus, David Norman revisou as relações dos primeiros tireoforanos, descobrindo que Stegosauria era o ramo mais basal, com Scutellosaurus, Emausaurus e Scelidosaurus sendo grupos de tronco progressivos para Ankylosauria, em vez de Stegosauria + Ankylosauria. Um cladograma é dado abaixo:
|  | Emausaurus                                                     |
|  |                                                                |
|  | \| \| Scelidosaurus \| \| \| \| \| \| Ankylosauria \| \| \| \| |
|  |                                                                |
|  | Scelidosaurus                                                  |
|  |                                                                |
|  | Ankylosauria                                                   |
|  |                                                                |

|  | Scelidosaurus |
|  |               |
|  | Ankylosauria  |
|  |               |

|  | Emausaurus                                                     |
|  |                                                                |
|  | \| \| Scelidosaurus \| \| \| \| \| \| Ankylosauria \| \| \| \| |
|  |                                                                |
|  | Scelidosaurus                                                  |
|  |                                                                |
|  | Ankylosauria                                                   |
|  |                                                                |

|  | Scelidosaurus |
|  |               |
|  | Ankylosauria  |
|  |               |

|  | Emausaurus                                                     |
|  |                                                                |
|  | \| \| Scelidosaurus \| \| \| \| \| \| Ankylosauria \| \| \| \| |
|  |                                                                |
|  | Scelidosaurus                                                  |
|  |                                                                |
|  | Ankylosauria                                                   |
|  |                                                                |

|  | Scelidosaurus |
|  |               |
|  | Ankylosauria  |
|  |               |

|  | Emausaurus                                                     |
|  |                                                                |
|  | \| \| Scelidosaurus \| \| \| \| \| \| Ankylosauria \| \| \| \| |
|  |                                                                |
|  | Scelidosaurus                                                  |
|  |                                                                |
|  | Ankylosauria                                                   |
|  |                                                                |

|  | Scelidosaurus |
|  |               |
|  | Ankylosauria  |
|  |               |

## Velocidade
Por serem criaturas de construção pesada, a velocidade máxima de estegossauros e anquilossauros poderia estar entre 6 e 8 km/h. 